# Trójnóż
Trójnóż – maszyna introligatorska umożliwiająca okrawanie bloków książkowych z jednej, dwóch lub trzech stron w czasie jednego taktu maszyny.
Trójnóż wynaleziono w 1877 roku. Było to drogie urządzenie, dlatego posiadały go tylko duże introligatornie. Jedną z nich była lwowska introligatornia Ossolineum, która kupiła trójnóż w 1912 roku w lipskiej fabryce Krausego. Trójnóż umożliwia przycięcie bloku książki jednocześnie z trzech stron. 